# Antoni Ollé
Antoni Ollé Pinell (Barcelona 1897-1981) fue un grabador, pintor y fotógrafo español.
Arraigado familiarmente a Balaguer (Lérida), entró en el mundo de las artes del libro de la mano del bibliófilo y editor Ramon Miquel i Planas. Su tarea profesional más constante fue la de fotógrafo de galería, pero su actividad artística más destacada fue la de xilógrafo, aunque practicó otras técnicas de grabado y la pintura al óleo, arte en el que se centró en un paisajismo cercano al de la Generación de 1917.
Como xilógrafo se inició en 1922 e hizo cantidad de ex libris, villancicos y estampas, pero sobre todo destacan las ilustraciones de libros. Sobresale una edición de La Atlàntida de Jacinto Verdaguer (1946), y verdaderos prodigios técnicos de xilografías en varias tintas como L'ingenu amor de Carles Riba (1948) o Primer viaje de Colón según su diario de a bordo (1944), donde el frontis es una de las estampas xilográficas más complejas de la historia del grabado, puesto que tiene trece superposiciones de colores a la "plancha perdida".
Antoni Ollé está muy representado en los fondos de la Biblioteca de Cataluña.
Fue miembro de la Real Academia Catalana de Bellas Artes de San Jorge y publicó el catálogo de los dibujos de Luis Rigalt existentes en aquella institución. Presidió el Fomento de las Artes Decorativas entre 1949 y 1953.